# Haucourt-en-Cambrésis
Haucourt-en-Cambrésis é uma comuna francesa na região administrativa de Altos da França, no departamento do Norte. Estende-se por uma área de 3.57 km². Em 2010 a comuna tinha 199 habitantes (densidade: 55,7 hab./km²).